# Czworobok Michaelisa

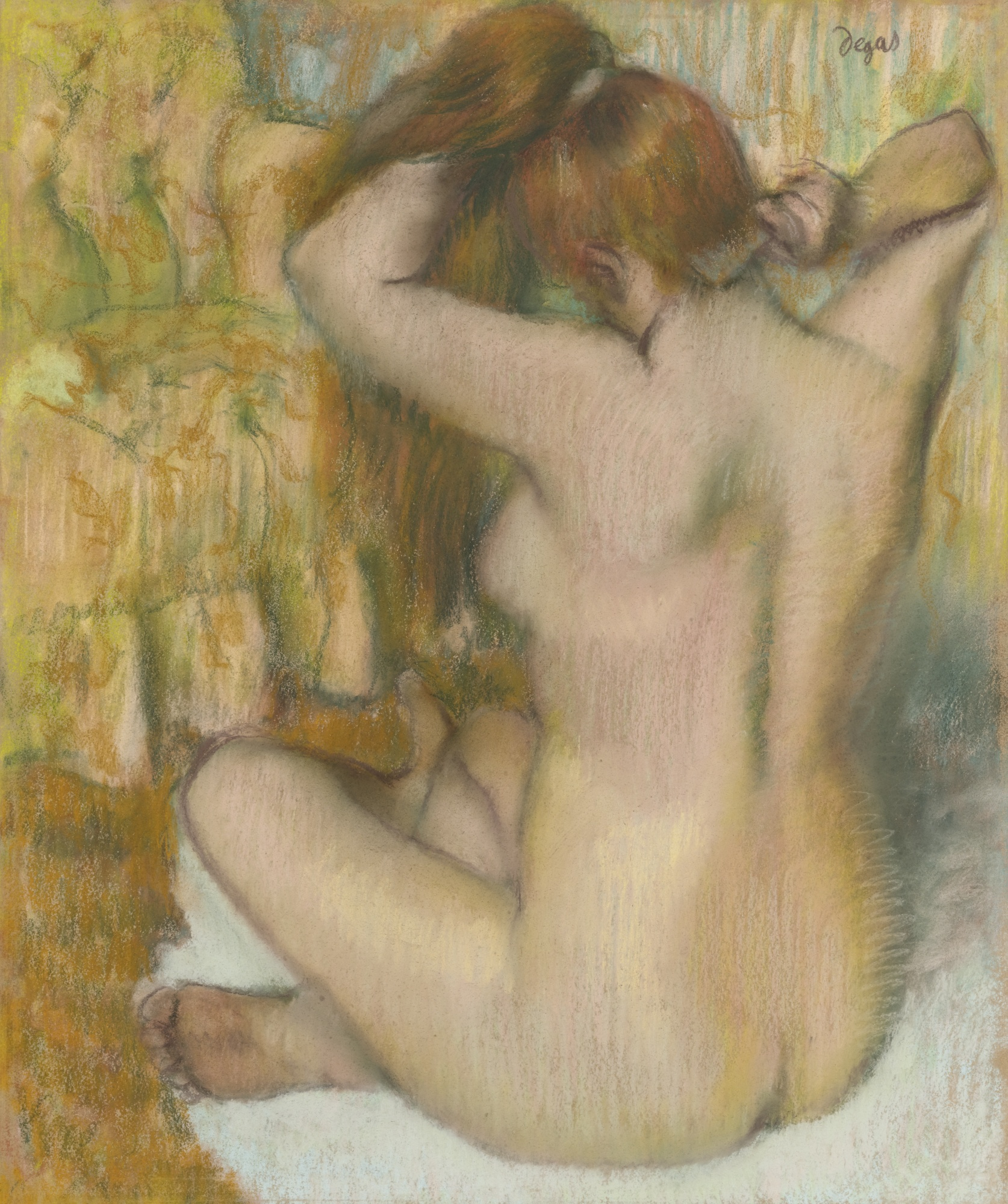
Czworobok Michaelisa widoczny na obrazie Edgara Degasa jako wyraźne zagłębienie nad pośladkami kobiety

Czworobok Michaelisa, romb Michaelisa – w anatomii człowieka obszar w kształcie czworoboku na plecach, widoczny przede wszystkim u kobiet. Nazwa eponimiczna upamiętnia niemieckiego położnika Gustava Michaelisa.

## Położenie
Kąty tworzą zagłębienia na skórze okolicy lędźwiowo-krzyżowej:
- poniżej wyrostka kolczystego L5 (górne zagłębienie);
- w pobliżu kolców biodrowych górnych tylnych (boczne);
- na górnym końcu bruzdy międzypośladkowej (dolne)[1].

W przypadku prawidłowej budowy, wymiar poziomy jest równy wymiarowi pionowemu. U mężczyzn w okolicy tej z reguły występuje trójkąt krzyżowy, ponieważ brak jest górnego zagłębienia.

## Zastosowanie w praktyce klinicznej
Symetria lub asymetria czworoboku pośrednio świadczy o budowie miednicy kostnej i jej ewentualnych wadach. Jego kształt jest pośrednim wskaźnikiem wielkości kanału rodnego.